# Вогонь і Лід: Хроніки Драконів
«Вогонь і Лід: Хроніки Драконів» (англ. Fire & Ice: The Dragon Chronicles) — румунсько-американський фентезійний фільм 2008 р. продюсерів MediaPro Pictures і Sci Fi Channel та режисера Пітофа.

## Сюжет
Карпія — чудове королівство в світі драконів, лицарів і чарівних створінь, якими править король Августин з королевою Ремені і радником суду, Рутенієм Паксіаном. На їх спокійну колись країну обрушується Вогненний Дракон. Він сіє паніку і смерть скрізь, де з'являється. Квілок, жорстокий король сусіднього королівства, дає їм притулок і підтримку, але тільки замість покори йому Карпії. Щоб врятувати її від терору, смілива принцеса Луїза просить допомоги у Габріеля, сина лицаря Аладора (досвідченого вбивці драконів). Разом вони повинні звільнити Крижаного Дракона, єдиного, хто може протидіяти монстру, що приносить руйнування в їхнє королівство.
Скоро їх рятівник стане найгіршим ворогом. На щастя, про стару відданість не забувають, оскільки до них приєднається лицар Понтьєро, який мав звичай битися поруч з батьком Габріеля в старі часи. Пригоди, які чекають Габріеля і Луїзу, зближують їх, у них зав'язується несподіваний любовний роман.

## Ролі
- Емі Екер — принцеса Луїза
- Том Вісдом — Габріель
- Джон Райс-Девіс — Сангімель
- Арнольд Вослу — король Августин
- Оана Пелля — королева Реміні
- Кабрал Ібака — Понтьєро
- Овідіу Нікулеску — король Квілок
- Лоредана Гроза — Ліла

## Виробництво
Спецефекти і комп'ютерне моделювання повністю створені в Румунії. Теглайн: «Коли небезпека б'є зверху, вона або спалює вашу душу, або заморожує вас до смерті». Фільм знятий за мотивами книги Стельян Турли «Вогонь і Лід».

## Критика
Рейтинг фільму на сайті IMD — 4,4/10.